# Kevin Long
Kevin Finbarr Long, född 18 augusti 1990, är en irländsk fotbollsspelare som spelar för Major League Soccer-klubben Toronto FC.

## Klubbkarriär
Den 5 januari 2023 värvades Long av Championship-klubben Birmingham City, där han skrev på ett halvårskontrakt. I juni 2023 skrev Long på ett nytt ettårskontrakt med klubben.
Den 20 februari 2024 värvades Long av Major League Soccer-klubben Toronto FC, där han skrev på ett ettårskontrakt med option på ytterligare ett år.

## Landslagskarriär
Long debuterade för Irlands landslag den 1 juni 2017 i en 3–1-förlust mot Mexiko, där han blev inbytt i den 64:e minuten mot John Egan.